# Бесрамници (америчка ТВ серија)
Бесрамници (енгл. Shameless) америчка је телевизијска серија коју је развио Џон Велс за Showtime. Адаптација је истоимене британске серије Пола Абота. Ансамблску поделу улога предводе Вилијам Х. Мејси и Еми Росум. Радња серије одвија се у Чикагу.
Емитована је од 9. јануара 2011. до 11. априла 2021. Постала је најдуговечнија серија у историји канала Showtime. Серија је константно бележила високу гледаност и постала најгледанија телевизијска драма коју је емитовао Showtime. Освојила је бројне награде, међу којима и награда Удружења филмских глумаца и Еми за програм у ударном термину.

## Радња
Серија прати животе сиромашне, дисфункционалне ирско-америчке породице која живи у јужном делу Чикага док пролази кроз афере, злочине и преваре.

## Улоге
| Глумац            | Улога                     |
| ----------------- | ------------------------- |
| Вилијам Х. Мејси  | Френк Галагер             |
| Еми Росум         | Фиона Галагер             |
| Џастин Четвин     | Стив Вилтон / Џими Лишман |
| Итан Каткоски     | Карл Галагер              |
| Шанола Хемптон    | Вероника Фишер            |
| Стив Хауи         | Кевин Бел                 |
| Ема Кени          | Деби Галагер              |
| Џереми Ален Вајт  | Филип Галагер             |
| Камерон Монахан   | Ијан Галагер              |
| Ноел Фишер        | Мики Малкович             |
| Џоун Кјузак       | Шејла Џексон              |
| Лора Слејд Вигинс | Карен Џексон              |
| Зак Макгауан      | Џоди Силверман            |
| Ема Гринвел       | Менди Малкович            |
| Џејк Макдорман    | Мајк Прат                 |
| Емили Бергл       | Семи Слот                 |
| Исидора Горештер  | Светлана Јевгењивна       |
| Ричард Флад       | Форд Келог                |
| Кристијан Ајзеја  | Лијам Галагер             |
| Кејт Мајнер       | Тами Тамплети             |

## Епизоде
| Сезона | Сезона | Епизоде | Епизоде | Оригинално емитовање | Оригинално емитовање |
| Сезона | Сезона | Епизоде | Епизоде | Премијера            | Финале               |
| ------ | ------ | ------- | ------- | -------------------- | -------------------- |
|        | 1.     | 12      | 12      | 9. јануар 2011.      | 27. март 2011.       |
|        | 2.     | 12      | 12      | 8. јануар 2012.      | 1. април 2012.       |
|        | 3.     | 12      | 12      | 13. јануар 2013.     | 7. април 2013.       |
|        | 4.     | 12      | 12      | 12. јануар 2014.     | 6. април 2014.       |
|        | 5.     | 12      | 12      | 11. јануар 2015.     | 5. април 2015.       |
|        | 6.     | 12      | 12      | 10. јануар 2016.     | 3. април 2016.       |
|        | 7.     | 12      | 12      | 2. октобар 2016.     | 18. децембар 2016.   |
|        | 8.     | 12      | 12      | 5. новембар 2017.    | 28. јануар 2018.     |
|        | 9.     | 14      | 14      | 9. септембар 2018.   | 10. март 2019.       |
|        | 10.    | 12      | 12      | 10. новембар 2019.   | 26. јануар 2020.     |
|        | 11.    | 12      | 12      | 6. децембар 2020.    | 11. април 2021.      |